# Бобров, Алексей Николаевич (механизатор)
Алексей Николаевич Бобров (13.03.1932 — 21.05.2014) — механизатор колхоза «Искра» Цимлянского района Ростовской области, полный кавалер ордена Трудовой Славы (1990).

## Биография
Родился 13 марта 1932 года в станице Кумшацкая Цимлянского района Северо-Кавказского края ныне Цимлянский район Ростовской области.
В 1944 году, после окончания шестого класса, пошёл работать механизатором в колхоз «Красный пахарь», позже переименованный в колхоз «Искра» Цимлянского района. Стал мастером по возделыванию пропашных культур. Учиться к нему ехали со всей округи, и он щедро делился своим богатым опытом.
Указами Президиума Верховного Совета СССР от 14 февраля 1975 и от 23 декабря 1976 года награждён орденами Трудовой Славы 3-й и 2-й степени.
Указом Президента СССР от 27 августа 1990 года за достижение высоких результатов в производстве, переработке и продаже государству сельскохозяйственной продукции на основе применения прогрессивных технологий и передовых методов организации труда Бобров Алексей Николаевич награждён орденом Трудовой Славы 1-й степени. Стал полным кавалером ордена Трудовой Славы.
С 1992 года — на пенсии.
Проживал в Цимлянском районе Ростовской области. Умер 21 мая 2014 года, похоронен в Цимлянском районе Ростовской области.

## Награды
Награждён орденами Трудовой Славы 1-й, 2-й, 3-й степеней: 3 ст. 14.02.1975 № 21482
2 ст. 23.12.1976 № 1233
1 ст. 27.08.1990 № 785
- медалями:
  - в том числе «За трудовое отличие» (22.03.1966)[1].

## Память
На аллее Героев Цимлы в городе Цимлянск Ростовской области 11.09.2009 А. Н. Боброву установлен бюст.